# جيف بايلس
جيف بايلس (بالإنجليزية: Geoff Baylis)‏ هو عالم نبات نيوزيلندي، ولد في 24 نوفمبر 1913 في بالميرستون نورث في نيوزيلندا، وتوفي في 31 ديسمبر 2003.